# Universidad de La Frontera
La Universidad de La Frontera (UFRO) es una universidad pública chilena, ubicada en la ciudad de Temuco, capital de la Región de La Araucanía, con Campus en las ciudades de Angol y Pucón. Concentra gran parte de la producción científica y formación de postgrado en Temuco. 
Destaca también la gran participación que tiene en las actividades sociales y productivas de la región. Pertenece al Consorcio de Universidades del Estado de Chile, al Consejo de Rectores de las Universidades Chilenas, y a la Agrupación de Universidades Regionales de Chile.

## Historia
La Universidad de La Frontera nació como institución autónoma el 20 de marzo de 1981, tras la fusión de las sedes regionales de Temuco de la Universidad de Chile y la Universidad Técnica del Estado, con la misión de "contribuir al desarrollo de la región y el país, mediante la generación y transmisión de conocimiento, la formación de profesionales y postgraduados, y la promoción de las artes y de la cultura, asumiendo su compromiso con la calidad y la innovación, con el respeto por las personas, el entorno y la diversidad cultural, con la construcción de una sociedad más justa y democrática".
La Universidad se caracteriza por albergar las escuelas de medicina, odontología (entre otras disciplinas) más antiguas de la Región de la Araucanía, y continúa permanentemente su expansión a nuevas áreas del conocimiento, como ocurrió en 2012 con la apertura de su Escuela de Derecho, y la apertura de la carrera de Geografía para el proceso de admisión 2025.
Al presente, la universidad tiene más de 10.000 estudiantes de pregrado y alrededor de 600 estudiantes de postgrado. En ella se imparten más de 47 carreras de pregrado, 11 programas de doctorado y 29 programas de magíster.
Actualmente se encuentra acreditada por la Comisión Nacional de Acreditación (CNA-Chile) por un período de 6 años (de un máximo de 7), desde noviembre de 2018 hasta noviembre de 2024.Figura en la posición 14-15 dentro de las universidades chilenas según la clasificación webométrica SCImago Institutions Rankings (SIR) 2024.Está en la posición 19 según el ranking de Webometrics 2024. Está en la posición 13-20 a nivel nacional en el QS Rankings 2024.Está en la posición 6-16 a nivel nacional en el ranking Times Higher Education 2024.
Su rector es el doctor en Ciencias Sociales, Juan Manuel Fierro Bustos, en calidad de subrogante, tras la renuncia al cargo del doctor en Ciencias Médicas Eduardo Hebel Weiss, en el marco de la crisis financiera de 2024.

## Administración

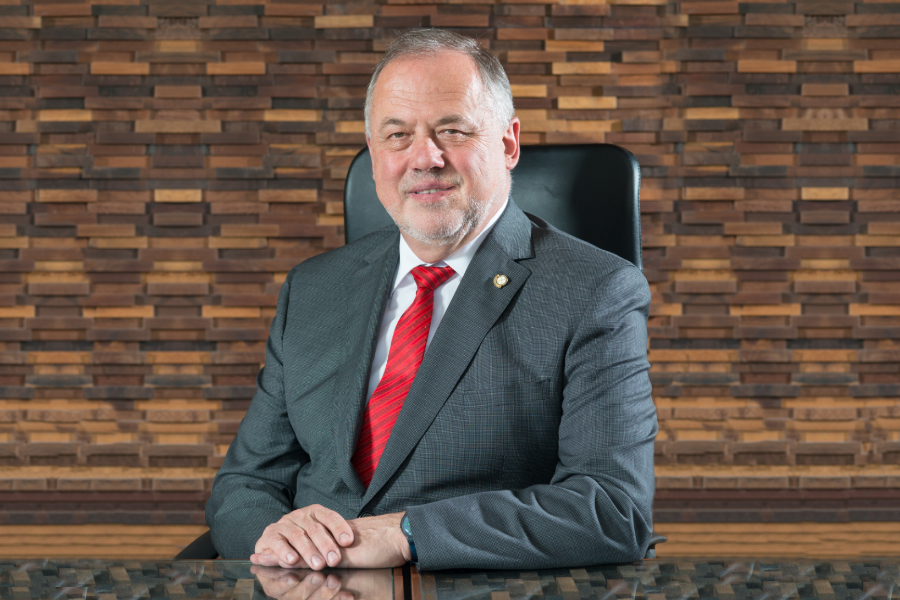
Eduardo Hebel Weiss, exrector de la UFRO.

### Rectores
- Juan Manuel Fierro Bustos (2024-actualidad)
- Eduardo Hebel Weiss (2018-2024)
- Sergio Bravo Escobar (2002-2018)
- Heinrich von Baer von Lochow (1987-2002)
- Iván Dobud Urqueta (1985-1987)
- Juan Barrientos Vidaurre (1981-1985)

## Campus
La Universidad de la Frontera desarrolla sus actividades fundamentalmente en la ciudad de Temuco, en la cual se encuentra ubicada la mayor parte de su infraestructura, sin perjuicio de lo cual cuenta con dos campus en otras dos comunas de la Región de La Araucanía, uno en la ciudad de Pucón, y otro en la ciudad de Angol, provincia de Malleco, y tres predios administrados por la Facultad de Ciencias Agropecuarias y Medioambiente.

### Temuco
- Campus Central Andrés Bello. Ubicado en Avenida Francisco Salazar #01145, se compone de diversos edificios y pabellones destinados primordialmente a salas de clases, investigación, oficinas administrativas, auditorios, bibliotecas, casino, entre otros espacios, y cuenta con una gran cantidad de áreas verdes.
- Campus de la Salud. Se encuentra ubicado en calle Claro Solar #115. En el se encuentran emplazadas las principales instalaciones de la Facultad de Medicina.
- Extensión UFRO. Ubicado en Arturo Prat #321, en el edificio del Centro de Formación Técnica Teodoro Wickel.
- Complejo Deportivo Andrés Bello. Ubicado en calle Uruguay #1720.
- Clínica Odontológica Docente Asistencial (CODA). Es una unidad de la Facultad de Odontología, el cual sirve como centro de práctica necesario para la docencia clínica. Se encuentra ubicado en Avenida Prieto Norte #404.

### Angol
- Se encuentra ubicado en Avenida Libertador Bernardo O"Higgins #050.

### Pucón
- Fue inaugurado en 1995, como sede de la Universidad, con apoyo de la Municipalidad de Pucón. Posteriormente, en el año 2017, mediando el respectivo acuerdo de la Junta Directiva, e informe favorable del Consejo de Administración, se convirtió en el Campus Pucón, ello "considerando la necesidad y compromiso en el Plan de Desarrollo Institucional de actualizar la estructura normativa, denominación de las Sedes y reconocimiento de la figura de Campus dentro de la institución".[13] Se encuentra emplazado en calle Caupolicán #78. En el se imparten tres carreras técnicas, Técnico Superior en Enfermería, Técnico Superior Guía Turismo Aventura, y Técnico Superior en Turismo.[14]

### Predios
- Campo Experimental Maquehue. Predio de 250 hectáreas, ubicado a 17 kilómetros de Temuco.

- Parque Ecológico y Cultural Rucamanque. Predio de  413 hectáreas, ubicado a 12,2 kilómetros de Temuco.

- Bien Nacional Protegido Las Araucarias. Cuenta con una superficie de 11,41 hectáreas, en la comuna de Carahue.

## Organización
La Universidad de La Frontera cuenta actualmente con 6 facultades, que agrupan carreras de diversas áreas del conocimiento: Facultad de Ciencias Agropecuarias y Medioambiente, Facultad de Ciencias Jurídicas y Empresariales, Facultad de Educación, Ciencias Sociales y Humanidades, Facultad de Ingeniería y Ciencias, Facultad de Medicina y Facutad de Odontología.

### Facultades y carreras

Edificio Irma Salas Silva de la Facultad de Educación Ciencias Sociales y Humanidades en la Universidad de La Frontera.

#### Facultad de Ciencias Agropecuarias y Mediambiente[16]
- Agronomía
- Biotecnología
- Ingeniería en Recursos Naturales
- Medicina Veterinaria

#### Facultad de Ciencias Jurídicas y Empresariales[17]
- Contador Público y Auditor
- Derecho
- Ingeniería Comercial

#### Facultad de Educación, Ciencias Sociales y Humanidades[18]
- Bachillerato en Ciencias Sociales
- Pedagogía en Inglés
- Pedagogía en Matemática
- Pedagogía en Castellano y Comunicación
- Pedagogía en Ed. Física, Deportes y Recreación
- Pedagogía en Historia, Geografía y Educación Cívica
- Pedagogía en Ciencias Mención Biología, Química o Física
- Periodismo
- Psicología
- Trabajo Social
- Sociología

#### Facultad de Ingeniería y Ciencias[19]
- Ingeniería Civil
- Ingeniería Civil Física
- Ingeniería Civil Química
- Ingeniería Civil Informática
- Plan Común Ingeniería Civil
- Ingeniería Civil Mecánica
- Ingeniería Civil Industrial

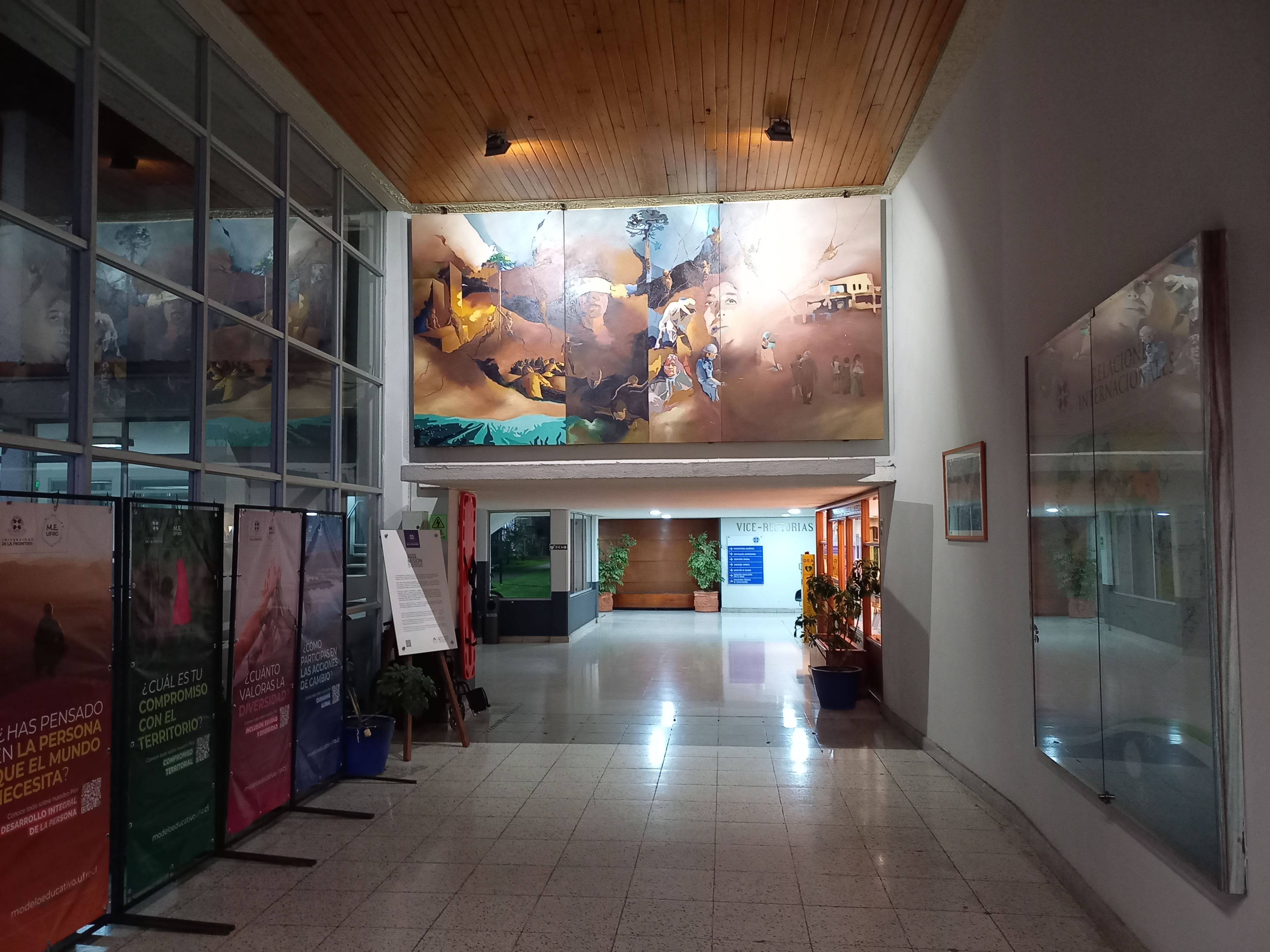
Interior del Hall Central de la Universidad de La Frontera durante la noche.

- Ingeniería Civil Industrial Mención Bioprocesos
- Ingeniería Civil Industrial Mención Informática
- Ingeniería Civil Industrial Mención Mecánica
- Ingeniería Civil Eléctrica
- Ingeniería Civil Electrónica
- Ingeniería Civil Matemática
- Ingeniería Civil Telemática
- Ingeniería Civil Biotecnología
- Licenciatura en Física Aplicada
- Ingeniería en Construcción
- Ingeniería Informática
- Bioquímica

#### Facultad de Medicina[20]
- Enfermería
- Fonoaudiología
- Kinesiología
- Medicina
- Nutrición y Dietética
- Obstetricia y Puericultura
- Química y Farmacia
- Tecnología Médica
- Terapia Ocupacional

#### Facultad de Odontología[21]
- Odontología

## Institutos
- Agroindustria
- Medio Ambiente
- Informática Educativa
- Estudios Indígenas
- Desarrollo Local y Regional
- Innovación y emprendimiento (iDEAUFRO)

## Centros
- Scientific and Technological Bioresource Nucleus - BIOREN
- Biotecnología de la Reproducción CEBIOR
- Modelación y Computación Científica CMCC
- Capacitación, Investigación y Gestión para la Salud Basada en Evidencia CIGES
- Centro de Innovación Profesional CIP
- Centro de Excelencia en Estudios Morfológicos y Quirúrgicos CEMyQ
- Centro de Excelencia de Psicología Económica y del Consumo CEPEC
- Centro de Excelencia de Ingeniería de Software CEIS
- Centro de Investigaciones de la Inclusión Digital y la Sociedad del Conocimiento CIISOC
- Centro de Investigaciones Territoriales CIT
- Centro de Investigaciones Sociológicas CIS
- Geometría en la Frontera

## Agrupaciones estudiantiles
- ANEB Chile filial UFRO - Asociación Nacional de Estudiantes de Bioquímica
- IFMSA Chile UFRO - Federación Internacional de Asociaciones de Estudiantes de Medicina de Chile
- ACUTEM UFRO - Academia de Cirugía, Urgencias y Trauma de estudiantes de Medicina de la Universidad de La Frontera
- ACEM - Academia Científica de Estudiantes de Medicina Universidad de La Frontera
- Agrupación estudiantil Ingtegra
- Agrupación ICEES: "Ingeniería-Construcción, Eficiencia Energética y Sustentabilidad"
- Agrupación Articultores Ufro
- Club de Shogi Universidad de la Frontera
- Agrupación de Estudiantes con Hijos Universidad de la Frontera
- Tuna De La Universidad de La Frontera
- Agrupación Circense Ufrocenses Du Luna
- Agrupación de Mujeres Mapuche Estudiantes Domo Kimün
- Chilkatufe UFRO Mew
- Sociedad Científica Empresarial (SOCIEMP UFRO)
- Sociedad Científica de Estudiantes de Odontología (SOCEO)
- Sociedad Científica de Estudiantes de Kinesiología (SOCEK)
- Sociedad Científica de Estudiantes de Nutrición (SOCENUT)
- Agrupación TREKKING UFRO
- Agrupación Ruta Industrial
- Investigación y Promoción en Matronería (Inprom)
- Agrupación Social Comunitaria de Estudiantes de Odontología (ASOCEO)
- Agrupación de Kendo
- Tuna Trovadores de la Universidad de la Frontera
- Agrupación Estudiantil UFROFUNGI
- Agrupación UFRO RACING

## Crisis financiera de 2024
En el mes de septiembre de 2024, la Universidad de la Frontera dio a conocer públicamente que se encontraría en una compleja situación financiera, sin revelar los montos involucrados, la cual tendría como consecuencia la adopción de un plan de disminución de gastos, que implicaría postergación de inversiones, y medidas de austeridad como la reducción de gastos en viáticos, servicios de cátering y otros similares, descartando en aquel momento el Rector Eduardo Hebel la realización de despidos masivos.
Posteriormente, a comienzos de noviembre de 2024 se hizo pública la situación de una gran cantidad de sueldos millonarios que la Universidad pagaría a varios docentes, por montos superiores a los 20 millones de pesos, destacándose por la prensa el caso de un doctor en filosofía que habría recibido cerca de 30 millones de pesos. La fuente de dicha información corresponde a la página de transparencia activa de la Universidad de La Frontera.
Una vez instalada la cuestión relativa al sobresueldo de algunos académicos en el debate público, la Universidad, a través de su Vicerrector Renato Hunter, optó por romper el hermetismo que les había caracterizado, descartando dicha autoridad en sus declaraciones que el referido doctor en filosofía recibiera una remuneración de 30 millones de pesos, y precisando que la remuneración bruta de dicho docente en el mes de septiembre habría sido de 17 millones. En específico, afirmó que el desglose de dicho monto corresponde a "remuneración base de 6 millones de pesos aproximadamente, y tiene prestaciones de servicios de educación continua, dimplomados, magíster, etcétera, y de investigación por 11 millones de pesos, que [...] no salen de los fondos centrales presupuestarios de la Universidad", agregando que "no podemos como institución pública dar sobresueldos, nunca lo hemos hecho", trasnparentando a su vez que la cifra del déficit presupuestario que afectaría a a institución sería de 18 mil millones de pesos, afirmando en todo caso que planificaban una reducción de gastos para el año 2025, cercana a los 17 mil millones de pesos, y que no se descartaban despidos.
Durante los días posteriores al anuncio del Vicerrector se especuló sobre el despido de unos 700 funcionarios, lo cual motivó protestas de parte de estos mediante lienzos y carteles al interior de las instalaciones de la Universidad, lo que fue descartado por Sergio Salgado, Vicerrector de Administración y Finanzas, quien declaró públicamente con fecha 13 de noviembre de 2024 que "es irresponsable establecer una cifra", ello considerando que el asunto se encontraba siendo objeto de evaluación en aquel momento, para efectos del Plan de Ajuste Presupuestario para 2025.
El 19 de noviembre de 2024 se transparentó por parte del Gobierno Universitario de la institución que el monto total del déficit presupuestario era en realidad de 38 mil millones de pesos, una cifra superior al doble del monto previamente señalado por las autoridades universitarias, confirmando a su vez el Vicerrector de Finanzas el inevitable despido de más de 200 trabajadores, explicando que era necesario “hacer una rebaja de gastos en personal de 5 mil millones, solamente en contratas”, señalando además que se notificaría a los trabajadores desvinculados con fecha 28 de noviembre respecto a dicha situación. 
La Superintendencia de Educación Superior aprobó el plan de ajuste presupuestario de la Universidad el día 21 de noviembre de 2024.
Con fecha 29 de noviembre de 2024, la crisis interna se agudizó tras la confirmación del despido de 298 funcionarios de la Universidad, que prestaban servicios para esta bajo las modalidades de contrata y honorarios.

## Galería

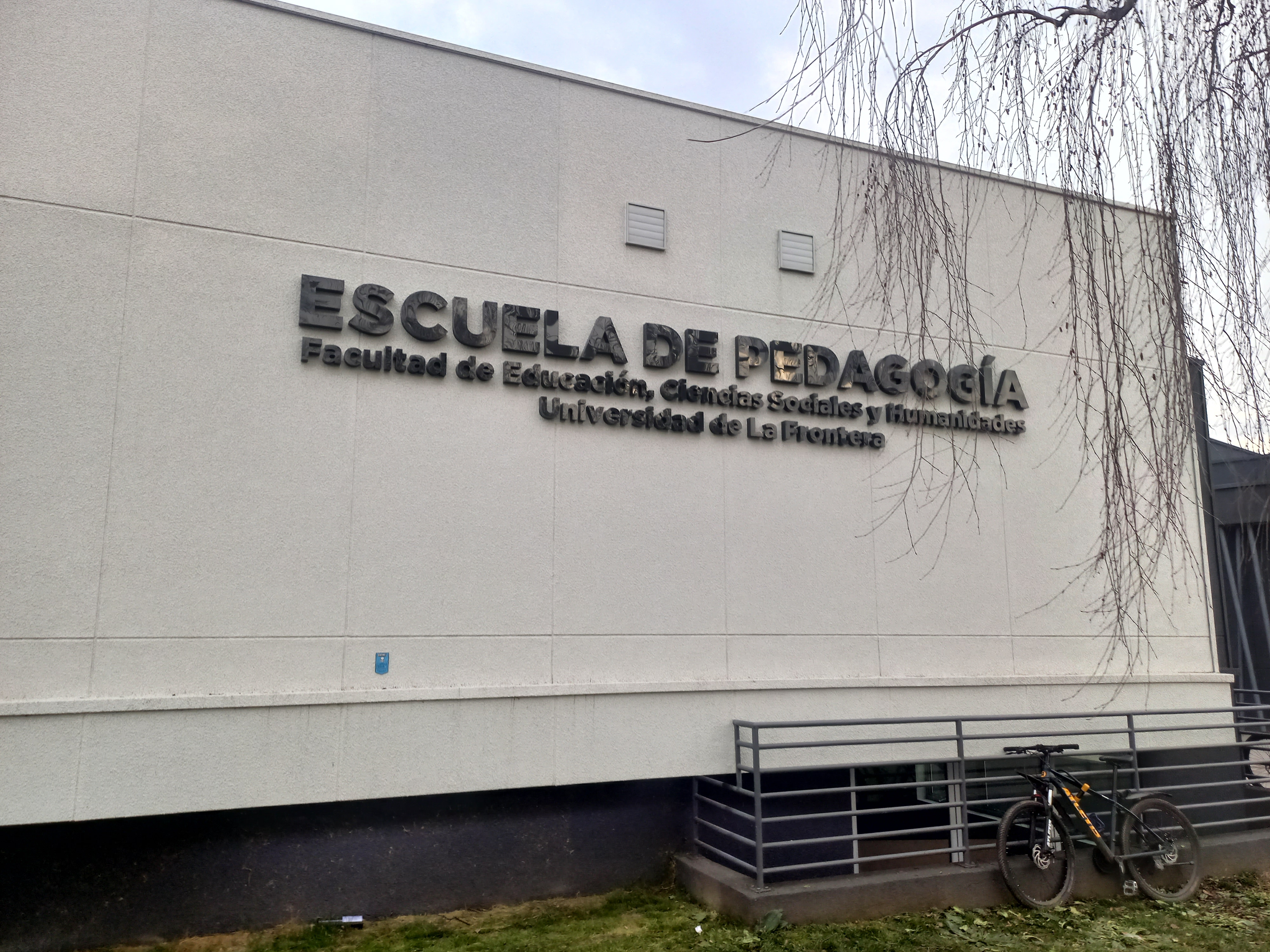
Frontis Escuela de Pedagogía.
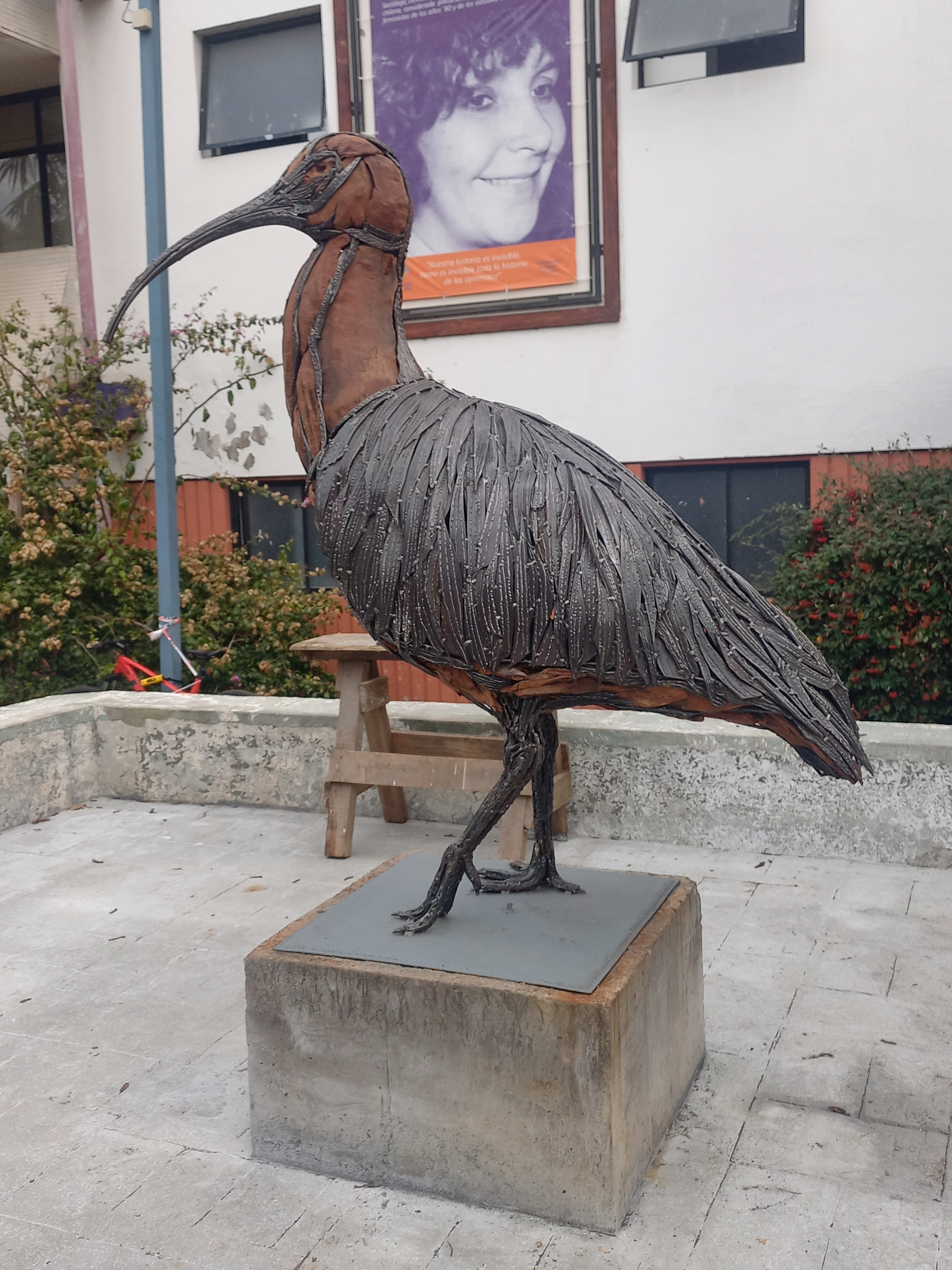
Estatua de Bandurria en la entrada principal de la UFRO.
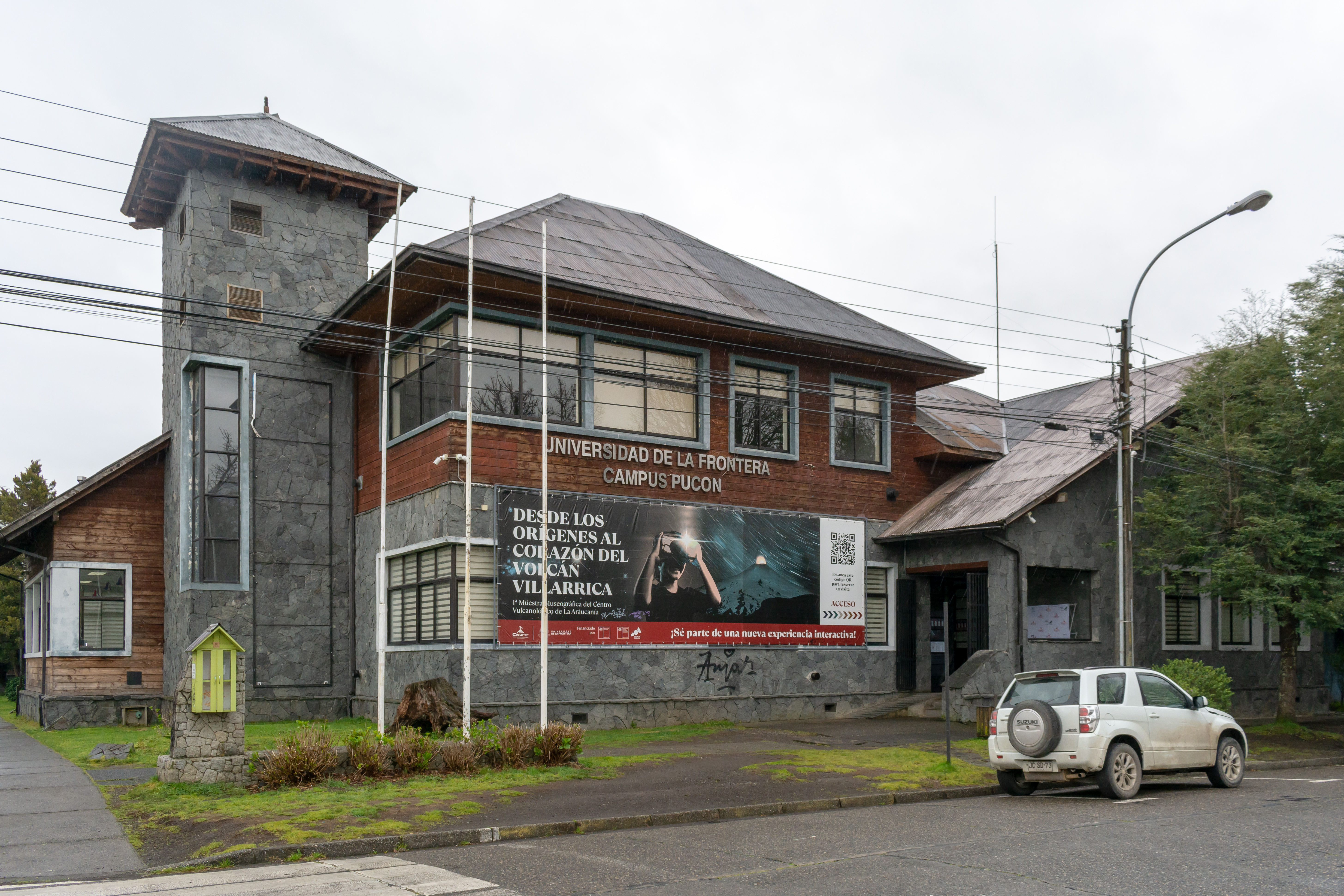
Fachada del Campus Pucón de la UFRO.